# 천지교녀
천지교녀(중국어 정체자: 天之驕女, 병음: Tiānzhījiāonǚ, 영어: Proud of You)는 2020년 8월 5일부터 2022년 3월 9일까지 SETTV 타이완 채널에서 방송한 드라마이다.

## 등장 인물
- 황사오치: 장자량(張嘉良), 펑자량(彭嘉良) 역
- 한위: 팡원링(方文鈴) 역
- 셰청쥔: 가오즈룽(高志龍)→오다 겐지(織田健司) 역
- 장쭈핑: 커수쥔(柯淑君) 역
- 천페이치: 펑원쉐(彭文雪) 역
- 량저: 오다 겐지(織田健司)→가오즈룽(高志龍) 역
- 린쉬안위: 가오런메이(高仁美), 양샤오위(楊小瑜) 역
- 쩡즈시: 장런신(張仁芯) 역
- 왕겅하오: 가오즈훙(高志鴻) 역
- 젠페이언: 장슈위(江秀玉), 샤와(夏娃) 역
- 리루이선: 가오톈하오(高天皓), 구로사키 이치로(黑崎一郎) 역
- 량자룽: 장슈롄(江秀蓮) 역
- 라이위팅: 오다 아이(織田愛) 역
- 양하오와이: 가오톈유(高天佑) 역
- 리자칭: 장쯔샹(張子翔) 역
- 화첸한: 리위페이(李雨菲) 역
- 천첸원: 가오샤오안(高孝安) 역
- 양례: 팡충파(方崇發) 역
- 정중인: 팡바오전(方寶珍), 장옌훙(張艷紅), 좡웨리(莊月里) 역
- 왕위제: 뤄이이(羅依依) 역